# Laconada

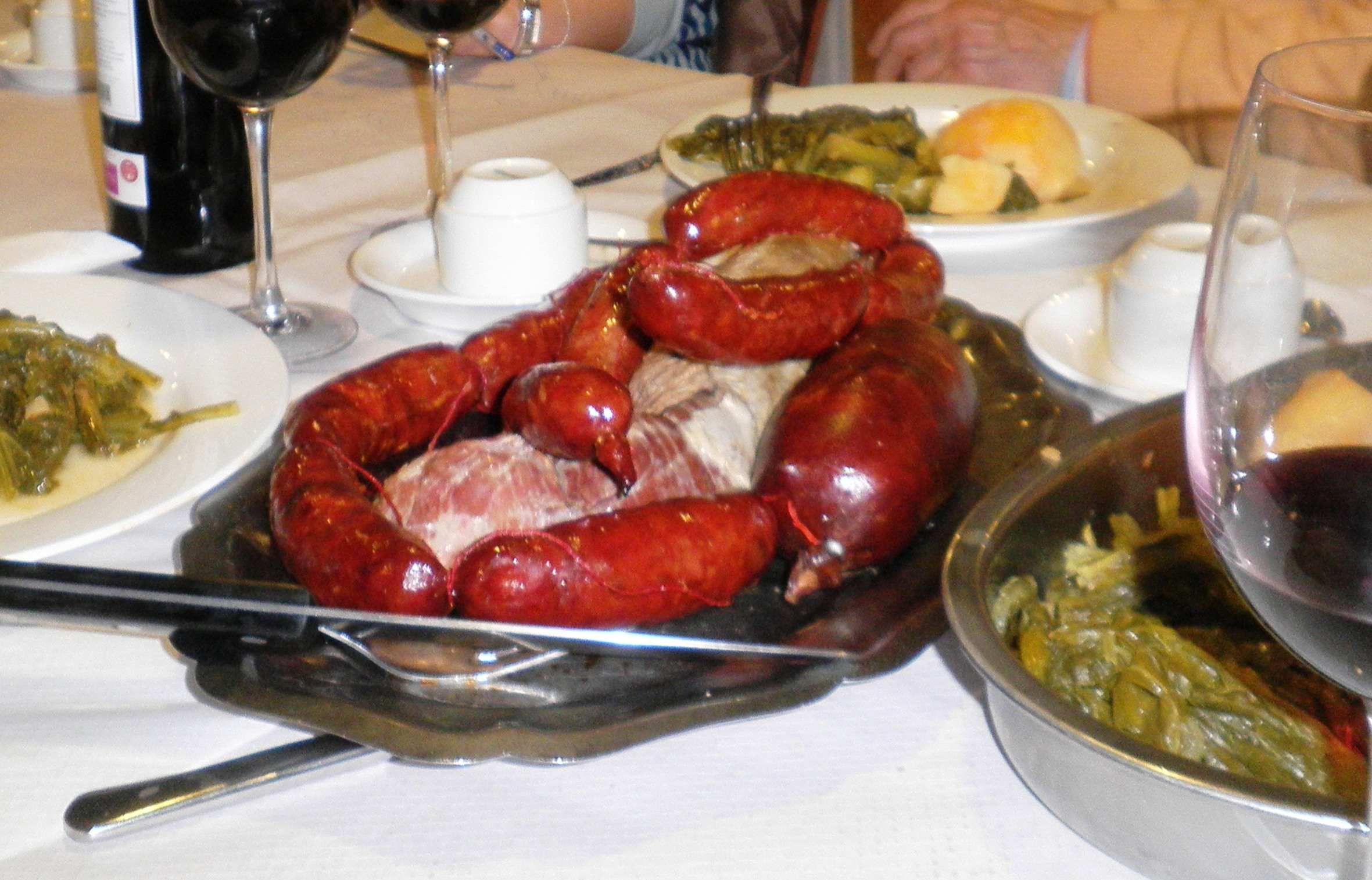
Lacón con grelos.

La laconada es una costumbre social culinaria en torno a la preparación del lacón con grelos (denominada también como laconada con grelos). Propia de las poblaciones rurales de Galicia y de los lugares donde existan inmigrantes gallegos. Se muestra más en el interior de la comunidad, en especial en la provincia de Pontevedra. La laconada se sirve con ingredientes fijos como las patatas, el chorizo, la panceta y los grelos, aunque existen también variantes en las que se añade costillas y oreja de cerdo. Se asocia con los periodos festivos del carnaval gallego. En la actualidad este plato se sirve colectivamente en las celebraciones del día Nacional de Galicia. 

## Reunión culinaria
El cerdo era un medio de sustento del mundo rural gallego, el consumo de lacón suponía una celebración ciertamente importante. Se trata de una comida tradicionalmente asociada a los campesinos gallegos, que son los únicos que crían cerdos y cultivan grelos, son ellos los únicos que pueden hacer su laconada una vez al año como mucho. Es una especie de reunión que se centra en la preparación del plato.